# Mazzar Records
Mazzar Records ist ein 2005 initiiertes russisches Musiklabel. Dort werden vor allem für den russischen Markt lizenzierte Tonträger von Gruppen aus allen Bereichen des Heavy Metal veröffentlicht. Die Lizenzen kommen u. a. von Century Media, Napalm Records und Relapse Records.

## Veröffentlichungen (Auswahl)
- 3 Inches of Blood – Long Live Heavy Metal (2012)
- Alcatrazz – Disturbing the Peace (2013)
- Butterfly Temple – Вечность (2015)
- Cavalera Conspiracy – Pandemonium (2014)
- Delain – The Human Contradiction (2014)
- Exhumed – Slaughtercult (2007)
- Finsterforst – Rastlos (2013)
- Grave Digger – Ballads of a Hangman (2009)
- Grenouer – Lifelong Days (2018)
- Heidevolk – Batavi (2012)
- Iced Earth – Incorruptible (2017)
- Jorn – Traveller (2013)
- Kivimetsän Druidi – Shadowheart (2009)
- Lacrimas Profundere – Antiadore (2013)
- Manic Depression – Impending Collapse (2010)
- Nocturnal Rites – Shadowland (2007)
- Old Man’s Child – Slaves of the World (2009)
- Paradise Lost – Tragic Idol (2012)
- Queensrÿche – Queensrÿche (2013)
- Russkaja – Energia! (2013)
- Saltatio Mortis – Das Schwarze I X I (2013)
- Tantal – Ruin (2017)
- Ulver – Nattens Madrigal - Aatte Hymne Til Ulven I Manden (2007)
- Varg – Guten Tag (2013)
- Wolf – The Black Flame (2007)
- Xandria – Sacrificium (2014)
- Zimmers Hole – Legion of Flames (2009)